# Борис Чилингиров
Борис Спасов Чилингиров е български офицер.

## Биография
Борис Чилингиров е роден на 4 април 1897 г. Завършва Школата за запасни офицери през 1918 като първенец на випуска на Военната Академия в София през 1930 – 1932.

## Семейство
Баща му е ген. Спас Чилингиров, майка му е Олга Тихчева, дъщеря на Марин Тихчев – адвокат в Силистра и участник в офицерския бунт на русофилите през 1887 г.
Женен за Славка Димитрова. Има двама синове: Бойко и Асен Чилингирови.

## Военна служба
- 1929 – Командир на рота в 14-и пехотен полк
- 1933 – служи в Щаба на Армията
- 1935 – офицер за поръчки в 1-ва пехотна дивизия
- 1936 – Военен аташе в Москва
- 1939 – Началник секция в 6-а пехотна дивизия
- 1940 – Началник на Щаб на 6-а пехотна дивизия
- 1944 – Началник на Щаб на 5-а армия

## Офицерски звания
- 1918 – запасен подпоручик
- 1919 – подпоручик
- 1923 – поручик
- 1928 – капитан
- 1935 – майор
- 1939 – подполковник
- 1942 – полковник

## Награди
Военновременни
- Орден за храброст III степен
- Орден за военни заслуги V степен – 1921 г.

Мирновременни
- Отлични заслуги – 1921 г.
- Народен орден за Военни заслуги V степен – 1930 г.
- Орден Свети Александър V степен – 1938 г.